# Eat Wheaties!
Pour plus de détails, voir Fiche technique et Distribution.
Eat Wheaties! est un film canadien, sorti en 2020.

## Fiche technique
- Titre : Eat Wheaties!
- Réalisation : Scott Abramovitch
- Scénario : Scott Abramovitch d'après le roman The Locklear Letters de Michael Kun
- Musique : Kevin Krouglow
- Pays d'origine : Canada
- Genre : comédie dramatique
- Date de sortie : 2020

## Distribution
- Tony Hale : Sid Straw
- Elisha Cuthbert : Janet Berry-Straw
- Danielle Brooks : Wendy
- David Walton : Tom Straw
- Sarah Burns : Kate Drew
- Alan Tudyk : Dave Lambert
- Sarah Chalke : Frankie Riceborough
- Paul Walter Hauser : James Fisk
- Lamorne Morris : Sam Haller
- Sarah Goldberg : Jeanne
- Sugar Lyn Beard : Carla Fisk
- Robbie Amell : Brandon
- Kylie Bunbury : Allison
- Mimi Kennedy : Edna Straw
- Phil Reeves : Earl Straw
- Emmanuelle Vaugier : Sarah Getz
- Enuka Okuma : Michelle
- Kristen Gutoskie : Suzie
- Aimée Castle : Carrie